# Echeveria racemosa

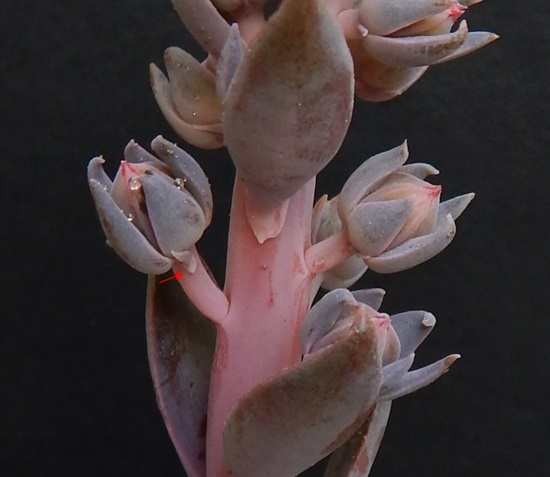
Vista del escapo floral de E. racemosa var. racemosa. La flecha roja señala una bracteola en el pedicelo que sostiene a la flor.

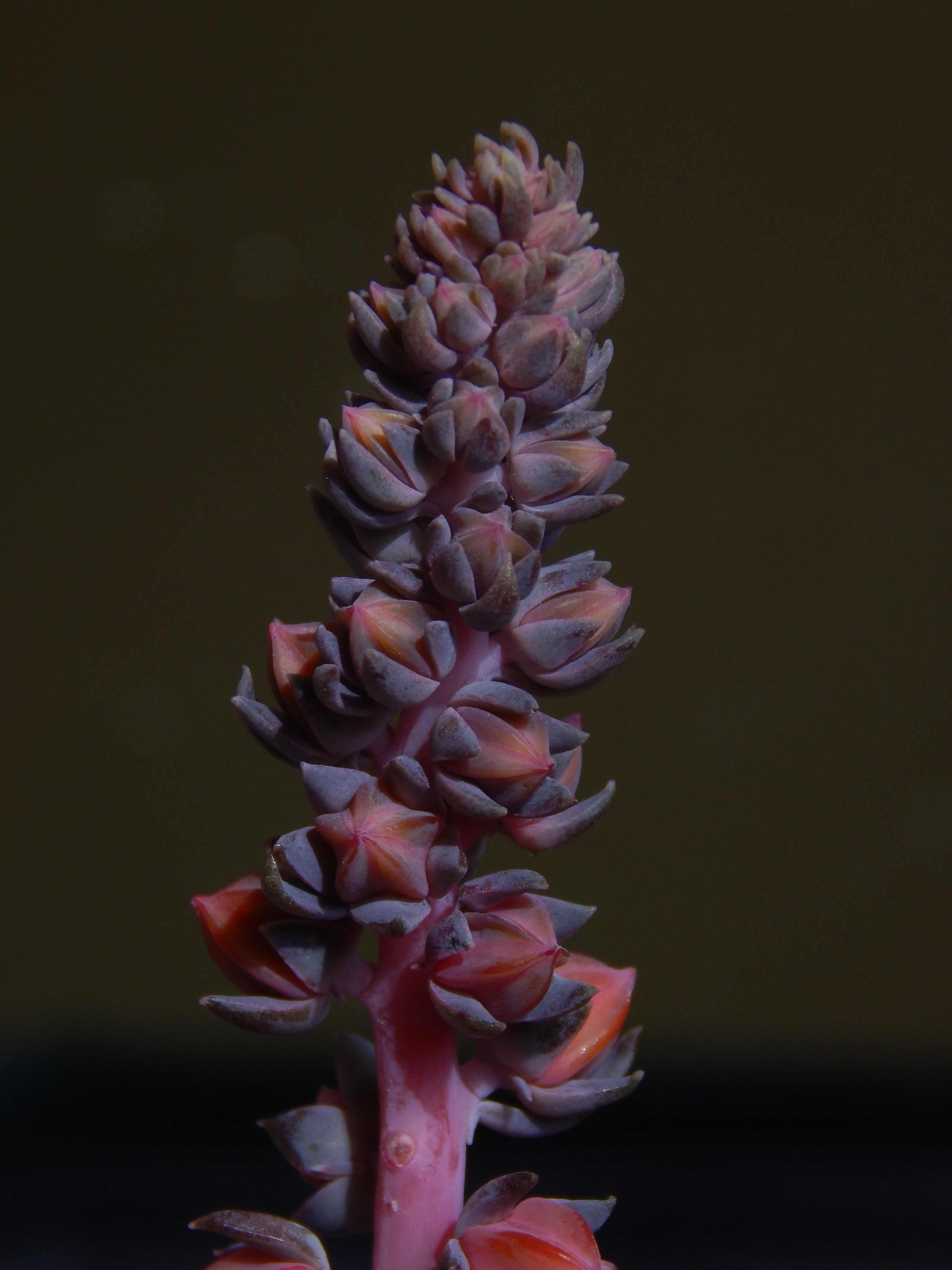
Parte terminal del escapo floral de E. racemosa var. racemosa con flores antes de la antesis. Nótese la típica inflorescencia en racimo.

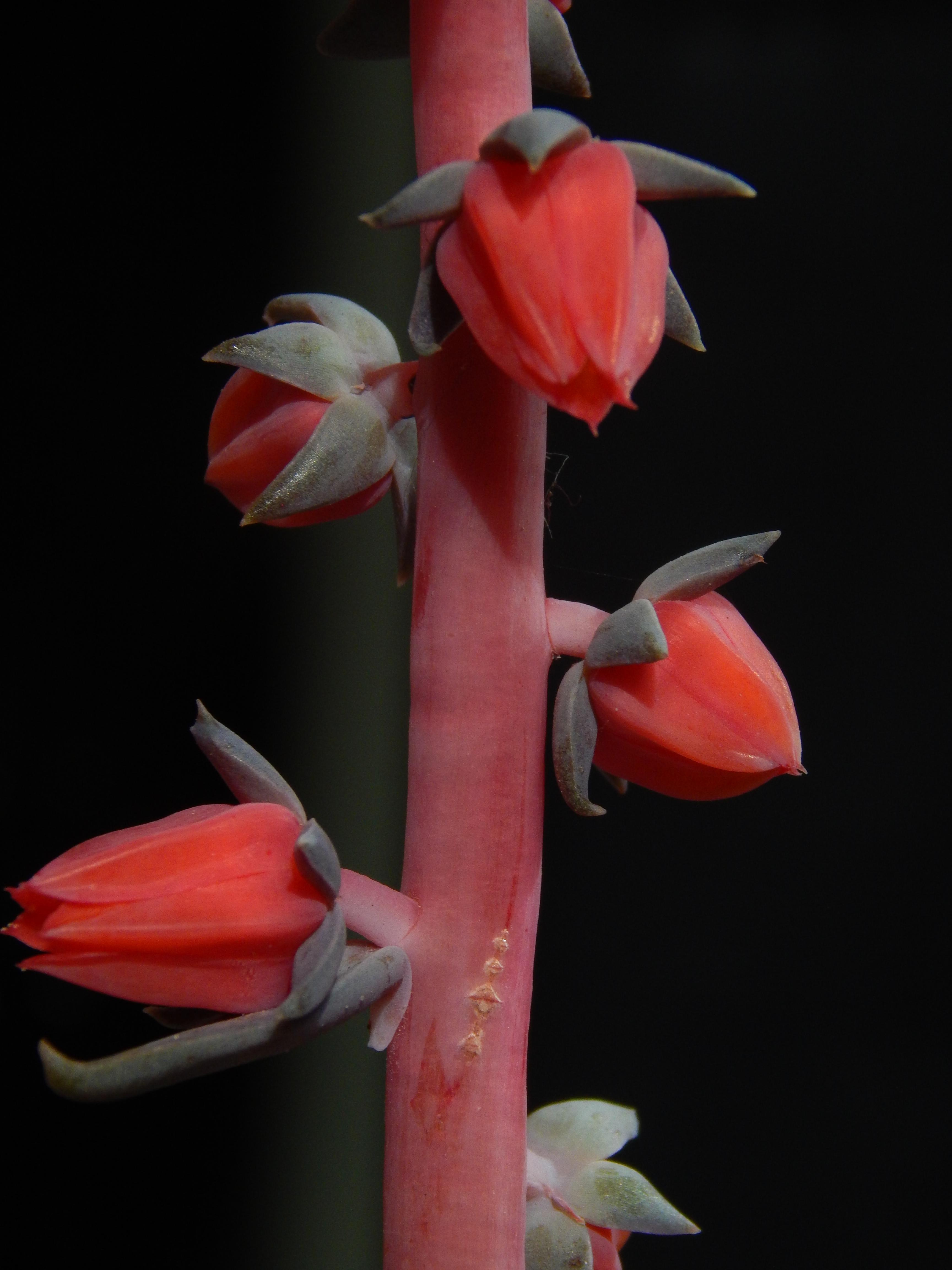
Flores en antesis de E. racemosa var. racemosa. Nótese el intenso color rojizo de esta variedad.

Echeveria racemosa es una planta suculenta de la familia de las crasuláceas. Pertenece al género Echeveria, cuyas especies reciben los nombres comunes de «conchitas» o «rosetas»; y dentro de este género, a la sección Racemosae, que describe a plantas caracterizadas por su inflorescencia en racimo, rosetas pequeñas a medianas y por la presencia de dos bracteolas —pequeñas brácteas— bajo el epicáliz.

## Descripción
Es una planta herbácea, perenne, glabra, acaule o de tallo corto. Crece en forma de roseta de 10 a 20 cm de diámetro, con hojas carnosas oblanceoladas a linear-oblongas de margen entero y ápice acuminado. La variedad citrina tiene los pétalos amarillos, mientras que en la variedad racemosa la corola es rojiza.
La inflorescencia es un tallo erecto de 50 cm, con 17 a 50 flores cónicas rojizas o anaranjadas.

## Distribución y hábitat
Echeveria racemosa es una especie endémica del estado de Veracruz, en México. Se encuentra únicamente en las montañas al norte de la capital Xalapa-Enríquez. La variedad citrina crece en bosques tropicales caducifolios, entre los 350 y los 1150 m s. n. m. La variedad racemosa habita a mayor altitud (950 a 2500 m s. n. m.) y prefiere los bosques madrenses de pino-encino y bosques mesófilos de montaña.
La variedad citrina cuenta con una distribución reducida y se ve amenazada por la pérdida de su hábitat. E. racemosa var. racemosa, en cambio, es frecuente en su área de distribución.

## Taxonomía
Echeveria racemosa fue descrita en 1830 por Diederich von Schlechtendal y Adelbert von Chamisso en Linnaea 5: 554.
Etimología
Ver: Echeveria
racemosa: epíteto latino que significa "con racimos"

## Sinonimia
No se registran sinónimos para E. racemosa. No obstante, Karl von Poellnitz aplicó el mismo nombre para describir la especie cuyo nombre aceptado es Echeveria lurida Haw. 1831.

### Variedades
- Echeveria racemosa var. citrina Kimnach
- Echeveria racemosa var. racemosa Schltdl. & Chamisso[3]